# Завадка-над-Гроном
Завадка-над-Гроном (словац. Závadka nad Hronom, угор. Ágostonlak) — село, громада в окрузі Брезно, Банськобистрицький край, центральна Словаччина. Кадастрова площа громади — 41,18 км². Населення — 2326 осіб (за оцінкою на 31 грудня 2017 р.).
Перша згадка 1611 року.

## Географія
Протікають річки Гронець і Великий потік.

## Населення
| Рік:            | 1994. | 2004.   | 2014.   | 2024.    |
| --------------- | ----- | ------- | ------- | -------- |
| Кількість осіб: | 2600  | 2468    | 2420    | 2099     |
| Різниця:        |       | -5,07 % | -1,94 % | -13,26 % |

| Рік:            | 2023. | 2024.   |
| --------------- | ----- | ------- |
| Кількість осіб: | 2103  | 2099    |
| Різниця:        |       | -0,19 % |